# 弦楽セレナーデ (チャイコフスキー)
弦楽セレナーデ ハ長調（げんがくセレナーデ ハちょうちょう、ロシア語: Серенада для струнного оркестра）作品48は、ピョートル・チャイコフスキーが1880年に作曲した弦楽オーケストラのための作品。チャイコフスキーの代表作の一つとして広く親しまれている。
この作品は、チャイコフスキーがモスクワ音楽院に着任した時からの親友でチェロ奏者のコンスタンチン・カールロヴィチ・アルブレヒト（1836年 - 1893年）に捧げられた。
当時のヨーロッパ音楽について表面的な効果を狙ったものという批判的な感想を持っていたチャイコフスキーが、自身の敬愛するモーツァルトの精神に立ち返る、という意図から書いたものであり、パトロンのフォン・メック夫人へ完成を報告する手紙にも「強い内的衝動によって書かれたもので、だからこそ真の芸術的な価値を失わないものです」と記している。

## 作品の概略

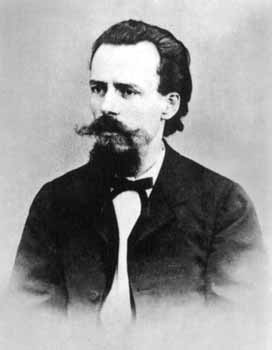
コンスタンチン・アルブレヒト。当楽曲は彼に捧げられた

チャイコフスキーは1880年9月9日（旧暦。グレゴリオ暦では9月21日）付のメック夫人への手紙の中で、交響曲か弦楽五重奏曲の形で新しい曲を書き始めたと報告している。同月25日（新暦10月7日）の手紙ではその曲が「弦楽合奏のための組曲になる」、そして10月10日（新暦10月22日）付けの手紙では上述したように着手から1か月程度で完成したとの報告を行った。その中で組曲ではなくセレナードとこの曲を説明し、出版譜のタイトルはこれを反映している。
初演は1881年10月18日(新暦10月30日)にサンクトペテルブルクで、エドゥアルド・ナープラヴニークが指揮するロシア音楽協会のオーケストラで行われた。ナープラヴニークは初演について「好評で、満場一致の要求でワルツをアンコールした」と述べている。

## 曲の構成
ハ長調という最も単純明快な調性で書かれ、第2楽章がその属調であるト長調、第3楽章がそのさらに属調であるニ長調、第4楽章の序奏が再びト長調、主部でハ長調に戻るという、五度関係を用いたゆるやかなアーチ状の構成を成している。各楽章にはそれぞれの特徴を端的に表した章題がつけられている。

### 第1楽章
Pezzo in Forma di sonatina; Andante non troppo - Allegro Moderato

「ソナチネ形式の小品」と題されている通り、展開部を欠くソナタ形式である。チャイコフスキー本人は「モーツァルトへのオマージュで、彼の様式の模倣を意図しています」と書いているが、ハ長調でありながらイ短調の主和音で開始される重厚な序奏は、作曲者本人の色が出たきわめてメランコリックな印象深いものである。序奏の雰囲気を保ち、広々とした第一主題と、細かい音符による、軽やかな第二主題からなる。提示部が終わると、リピートするように見せかけて、再現部を始めるというユニークな書法をとっている。コーダで序奏主題が再現される。
日本ではその序奏が、『N響アワー』のオープニングや人材派遣会社スタッフサービスの広告で使用されて有名である。また、ノルウェー出身のロック・グループ a-haがコンサートのオープニングでも使用していた。

### 第2楽章
Waltz; Moderato (Tempo di valse)
ロンド形式（A-B-A-C-A-B-A）のワルツ。ソナタや交響曲の楽章にワルツを用いることは、チャイコフスキーの常套手段であったが、この楽章も例外でない。ワルツのリズムに乗って、第1ヴァイオリンが奏するメロディーは親しみやすく、有名である。この楽章の冒頭部は、NHK衛星第2テレビジョン（BS-2）の番組「クラシック・ロイヤルシート」のオープニングで使用されている。

### 第3楽章
Elegie; Larghetto elegiaco
「エレジー」と題されているが全曲にわたって長調である。三部形式だが中間部はメイン主題の自由な変奏でかなり長く、また序奏も再現するという独特の形式である。ホモフォニックで印象的な序奏に始まり、3連符のリズムに乗って、様々な声部で淡々とした歌が奏される。倍音を響かせた終止の和音から、直接第4楽章に繋がれる。

### 第4楽章
Finale (Tema russo); Andante - Allegro con spirito
自由な変奏曲とロンド形式を組み合わせたような楽章。「ロシアの主題によるフィナーレ」とあるように、序奏もメイン主題もロシア民謡を基盤としている。第3楽章から続いた和音によって開始され、そこからロシア民謡『なんと緑の牧場のことよ！』の主題が使われている、穏やかであるが、感動的で何かが起こりそうな序奏となる。次第に主部のモティーフが示され、民謡『緑のリンゴ畑にて』の主題による主部に流れ込む。終結部に第1楽章の序奏主題が再現され、堂々と全曲を閉じる。

## その他特記事項
- ユルゲンソン社から刊行された初版スコアには、「弦楽オーケストラはより多くの人数で演奏することが、作曲者の望みである」と書かれ、チャイコフスキーが規模の大きいオーケストラを想定して作曲したことを示している。
- 前出スタッフサービスのラジオ・テレビCM「職場に恵まれなかったら、オー人事」に於いて、第1楽章の序奏がBGMに使われている。2018年のコマーシャルには「オーケストラ編」としてフルオーケストラにした特別演奏を用いたバージョンが製作された[5][6]。